# 研究者・研究課題総覧
『研究者・研究課題総覧』（けんきゅうしゃけんきゅうかだいそうらん）は日本学術振興会が編集した資料。日本の大学等や公的研究機関等に所属する研究者の氏名、生年月日、所属機関、職名、出身校、学位、所属学会、研究課題名、著作等を収録。1996年版は9冊組で、文部省学術情報センターの調査データにもとづき電気・電子情報学術振興財団が編集、紀伊国屋書店が発売し、13万人余りの研究者の情報が掲載された。ReaD&Researchmapでオンライン検索できる。
1996年版以降刊行されていない。